# Joseph Mauclair

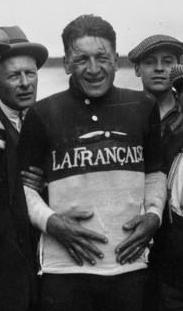
Joseph Mauclair

Joseph Desire Mauclair (* 9. März 1906 in Pleurs; † 5. Februar 1990 in Créteil) war ein französischer Radrennfahrer.

## Sportliche Laufbahn
1927 wurde er Berufsfahrer im Radsportteam Amor-Dunlop. Er blieb bis 1938 als Radprofi aktiv. 1928 konnte er eine Etappe der Tour de France gewinnen.
Weitere Siege holte Mauclair 1927 im Eintagesrennen Paris–Épernay, 1928 im Critérium des Aiglons, in der Tour de Haute-Savoie 1929, 1930 im Etappenrennen Sydney–Melbourne (mit einem Etappensieg), bei Nizza–Toulon–Nizza und Paris–Belfort 1933, bei Paris–Sedan 1935, Paris–Strasbourg und Paris–Belfort 1936 und Paris–Nantes 1937. 1931 gewann er eine Etappe der Deutschland-Rundfahrt. Zweiter wurde er in den Rennen Paris–Bourganeuf 1928, Brüssel–Paris und Circuit du Jura 1929, Tour of Tasmania 1930 und im Grand Prix d’Issoire 1935. Dritte Plätze holte er in den Rennen Paris–Arras 1927, Paris–Caen 1928 und 1933. 
Fünfmal startete er in der Tour de France. 1928 wurde er 11., 1931 27., 1935 19. der Gesamtwertung. 1930 und 1932 schied er aus. 1933 schied er im Giro d’Italia aus.